# Adradas
Adradas – gmina w Hiszpanii, w prowincji Soria, w Kastylii i León, o powierzchni 67,47 km². W 2011 roku gmina liczyła 70 mieszkańców.